# Сухобузимське
Сухобузимське (рос. Сухобузимское) — село в Росії, у Красноярському краї, адміністративний центр Сухобузимського району. Населення -4293 осіб.
Розташоване за 61 км на північ від крайового центру - міста Красноярська.

## Історія
Село було засноване в 1710 році в місці впадання Сухого Бузиму в Великий Бузим. Звідси і назва села - «Сухобузимське». За іншою версією село було засноване в 1646 році.